# Mari Bárbola

Maria Bárbola, retratada em As Meninas, de Diego Velázquez

María Bárbara Asquín (Steyr, 1609 – Madrid, 1662), nascida Maria Barbara Haunsin e mais conhecida como Mari Bárbola, foi uma anã da corte de origem austríaca na Corte espanhola do século XVII, bem como personagem na célebre pintura As Meninas de Velázquez.

## Biografia
Suspeita-se que Maria Barbara Haunsin sofria de acondroplasia  ou hidrocefalia. Após a morte da Condessa de Villerbal y Walther, de quem ela era serva, ela trabalhou como anã da corte na casa da rainha espanhola Maria Ana da Áustria, a partir de 1651. Na corte real de Madrid, ela ostentava o título oficial de Enana de la Reina (Anã da Rainha) e tinha a tarefa de servir como companheira da Infanta Margarida. Como uma respeitada serva da corte no círculo íntimo da rainha, ela tinha seu próprio servo à disposição. Ela morava no Palácio Real em Madri, onde muitos outros anões da corte cercavam a família real.
Na pintura As Meninas, o pintor da corte espanhola Velászquez a retratou como uma pessoa séria e digna, olhando expressivamente para o espectador e o casal real, embora também lhe tenha atribuído a função de "anã feia" no espaço da pintura, enfatizando contrastantemente a beleza radiante da Infanta. Como bem aponta o médico e professor Amador Schuller, Diego Velázquez conseguiu captar na descrição de Mari Bárbola todos os traços patológicos que definem o nanismo acondroplásico, que contrastam notavelmente com os do nanismo hipofisário do jovem Nicolasito Pertusato, que aparece ao lado dela no quadro. Em contraste com os traços harmoniosos de Nicolasito, Bárbola, além do nanismo evidente, possui um encurtamento dos membros, a cabeça grande e desproporcional (macrocefalia), a testa larga e proeminente (testa olímpica), a ponte nasal afundada e o pseudoprognatismo causado pela hipoplasia do maxilar superior.